# Roquete de Lutero

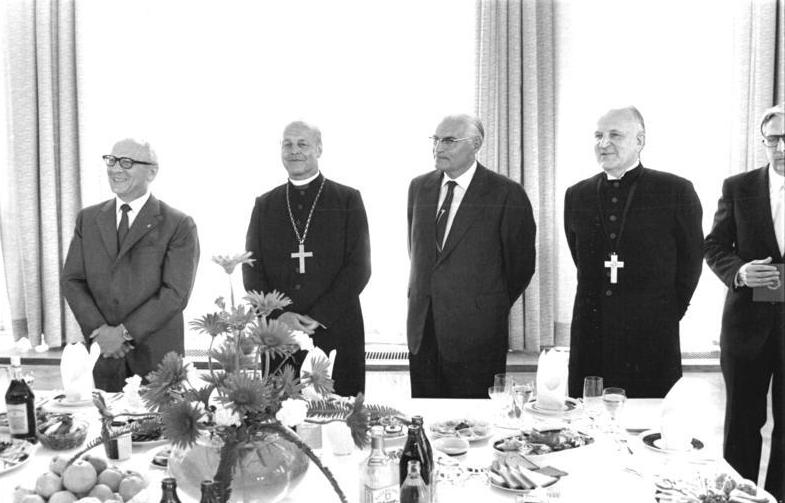
Los obispos Werner Leich y Werner Krusche con roquete protestante, 1980.

El roquete de Lutero o roquete protestante es una forma de levita con características de sotana. Es una túnica negra y cerrada, recta y larga hasta casi la rodilla, de cuello alto. Algunos clérigos protestantes (hoy ya casi solo obispos) lo usan como traje oficial fuera del servicio. Desde mediados del siglo XIX, se había impuesto como la ropa cotidiana normal de los pastores luteranos. En el curso de un regreso a los valores tradicionales en la iglesia protestante, los pastores más jóvenes ahora usan roquete de Lutero nuevamente.
El roquete de Lutero en realidad no tiene nada que ver directamente con Martín Lutero. Solo apareció en el siglo XIX en adelante. Posteriormente recibió el nombre del reformador como expresión exterior de un luteranismo confesional y eclesiástico.